# Stephen Hopper
Stephen Donald Hopper (Ballina, 18 giugno 1951) è un botanico australiano specializzato nella biologia della conservazione e nelle piante vascolari.

## Biografia
Fu direttore del Kings Park a Perth per sette anni e CEO dei Giardini Botanici e dell'Autorità per i Parchi per cinque anni.
Dal 2006 al 2012, è stato Direttore (CEO e Scienziato Capo) dei Royal Botanic Gardens di Kew, Inghilterra.
Attualmente (2012), è Professore di Biodiversità presso la University of Western Australia. 

## Opere
Hopper ha pubblicato otto libri e oltre 200 pubblicazioni scientifiche fatte a proprio nome.
Ha, inoltre, collaborato alla scoperta, classificazione e descrizione di 300 nuovi taxa di piante.
In particolare, assieme all'illustratrice Philippa Nikulinsky, ha pubblicato:
- Life on the Rocks, Fremantle Press, 2008, ISBN 978-1-921361-28-9
- Soul of the Desert, Fremantle Press, 2005, ISBN 978-1-921064-06-7

Ha curato inoltre la pubblicazione del The Banksia Atlas.